# ArenaCup
Der ArenaCup war das Finale der af2 im Arena Football.

## Geschichte
Die af2 wurde 1999 gegründet und 2009 wieder aufgelöst. In diesem Zeitraum wurde am Ende jeder Saison das Finale, der ArenaCup, ausgetragen. Rekordchampion sind die Quad City Steamwheelers, Tulsa Talons und Spokane Shock mit je zwei Titeln.

## Alle ArenaCup-Finals im Überblick
| Spiel         | Datum            | Gewinner                | Gewinner | Verlierer                      | Verlierer | Austragungsort                                         | Zuschauer |
| ------------- | ---------------- | ----------------------- | -------- | ------------------------------ | --------- | ------------------------------------------------------ | --------- |
| ArenaCup I    | 10. August, 2000 | Quad City Steamwheelers | 68       | Tennessee Valley Vipers        | 59        | iWireless Center in Moline, Illinois                   | 9.201     |
| ArenaCup II   | August 10, 2001  | Quad City Steamwheelers | 55       | Richmond Speed                 | 51        | iWireless Center in Moline, Illinois                   | 8.261     |
| ArenaCup III  | August 23, 2002  | Peoria Pirates          | 65       | Florida Firecats               | 47        | Carver Arena in Peoria, Illinois                       | 7.552     |
| ArenaCup IV   | August 23, 2003  | Tulsa Talons            | 58       | Macon Knights                  | 40        | The Ford Center in Tulsa, Oklahoma                     | 7.184     |
| ArenaCup V    | August 27, 2004  | Florida Firecats        | 39       | Peoria Pirates                 | 26        | Germain Arena in Estero, Florida                       | 6.491     |
| ArenaCup VI   | August 27, 2005  | Memphis Xplorers        | 63       | Louisville Fire                | 41        | CenturyTel Center in Bossier City, Louisiana           | 6.236     |
| ArenaCup VII  | August 26, 2006  | Spokane Shock           | 57       | Green Bay Blizzard             | 34        | José Miguel Agrelot Coliseum in San Juan, Puerto Rico  | 5.658     |
| ArenaCup VIII | August 25, 2007  | Tulsa Talons            | 73       | Wilkes-Barre/Scranton Pioneers | 66        | CenturyTel Center in Bossier City, Louisiana           | 5.107     |
| ArenaCup IX   | August 25, 2008  | Tennessee Valley Vipers | 56       | Spokane Shock                  | 55 (OT)   | Spokane Veterans Memorial Arena in Spokane, Washington | 10.662    |
| ArenaCup X    | August 22, 2009  | Spokane Shock           | 74       | Wilkes-Barre/Scranton Pioneers | 27        | Orleans Arena in Paradise, Nevada                      | 5.846     |

## Rekordträger
| Anzahl Siege | Mannschaft              |
| ------------ | ----------------------- |
| 2            | Quad City Steamwheelers |
| 2            | Tulsa Talons            |
| 2            | Spokane Shock           |
| 1            | Peoria Pirates          |
| 1            | Tennessee Valley Vipers |
| 1            | Memphis Xplorers        |
| 1            | Florida Firecats        |